# Gemma Cruz
Gemma Teresa Guerrero Cruz-Araneta (30 de setembro de 1943) é uma rainha de beleza das Filipinas que venceu o Miss Internacional 1964.
Ela foi a primeira filipina e concorrente da Ásia a vencer este concurso e a primeira filipina a vencer um concurso de beleza de destaque.

## Biografia
Gemma é filha da jornalista Carmen Guerrero e de Ismael Cruz, morto durante a Segunda Guerra Mundial, e sobrinha por parte de mãe de León María Guerrero III, um historiador, escritor, jornalista e diplomata.
Sua bisavó era Maria Mercado, irmã de José Rizal, "um revolucionário nacionalista filipino que foi o mais proeminente defensor de reformas nas Filipinas durante o período colonial espanhol e de sua eventual independência da Espanha."
Gemma foi jornalista e é escritora, museóloga, ativista e funcionária pública.

## Participação em concursos de beleza

### Miss Filipinas
Em 1963, Gemma venceu o Miss Filipinas, competição organizada pela prefeitura de Manila. Na época, o concurso servia para arrecadar fundos para o Boys' Town e Girls' Home. "Minha família não gostou muito, apesar do componente social do concurso. Meu tio León enviou um bilhete para minha mãe onde escreveu 'chega de barbaridades'", disse numa entrevista.

### Miss Internacional 1964
"Minha família só soube que eu estava indo ao Miss Internacional quando já era muito tarde", disse Gemma ao jornal Rappler.
Em Long Beach, Califórnia, ela derrotou 41 concorrentes e se tornou a primeira filipina a vencer um concurso de beleza de destaque.

## Vida pós-concursos
Em 1968 Gemma passou a ser servidora pública, tendo sido nomeada pelo então presidente Ferdinand Marcos como Diretora do Museu Nacional. Já durante o mandato de Joseph Estrada ela foi Secretária de Turismo.
Ela também foi membro da Comissão Nacional da História das Filipinas e colunista do Manila Bulletin. (leia suas colunas aqui: https://news.mb.com.ph/tag/gemma-cruz-araneta/)
Em 2003 e 2006 ela foi eleita Diretora da Sociedade de Herança e Conservação das Filipinas. "A conservação da herança é uma das minhas paixões", escreveu numa de suas colunas.
Em 2005 ela ganhou um programa numa rádio, chamado Krus Na Daan (em inglês: "Crossroads") e um programa televisivo semanal chamado "Only Gemma!" (em português: "Apenas Gemma!")

### Exílio
Gemma viveu no exílio durante 20 anos, tendo criado os dois filhos, Leon and Fatimah, na Cidade do México. Na época ela já estava separada de seu marido, Tonypet Araneta. "Fui para o exílio porque durante a Lei Marcial um general me disse que eu poderia continuar escrevendo, mas antes teria que mostrar a ele o que escrevia" .
Para se manter, Gemma dava aulas de inglês e trabalhava como modelo.